# El Pepe: Ein Leben an höchster Stelle
El Pepe: Ein Leben an höchster Stelle (El Pepe, Una Vida Suprema) ist ein Dokumentarfilm des serbischen Filmregisseurs Emir Kusturica. Das Filmporträt beleuchtet Ausschnitte des Lebens von José „Pepe“ Mujica, dem ehemaligen Präsidenten Uruguays.
Der Film zeigt wichtige Stationen von Mujicas privatem und öffentlichem Leben, angefangen mit dessen zwölfjähriger Inhaftierungen als politischer Gefangener während Uruguays Militärdiktatur in den 1970er und 1980er Jahren. Im Fokus stehen allerdings dessen Ideale und Überzeugungen, welche der Regisseur in Form der einfachen, sparsamen Lebensweise, aber auch der Politik Mujicas widergespiegelt sieht und darstellt. So sind ein großer Teil der Aufnahmen auf Mujicas kleinem Bauernhof entstanden, wo er als Blumenzüchter lebt.
Die Filmarbeiten begannen 2013 und wurden 2015 abgeschlossen. Die Dokumentation hatte ihre Premiere auf den Internationalen Filmfestspielen von Venedig 2018, wo sie außer Konkurrenz aufgeführt wurde.
Seit Ende 2019 ist der Film auf Netflix verfügbar.